# Podział administracyjny województwa podkarpackiego
Strona ta przedstawia podział administracyjny województwa podkarpackiego
(stan na dzień: 1 I 2024).

## Powiaty
Jednostkami administracyjnymi są gminy (miejskie, miejsko-wiejskie lub wiejskie). Miasta mogą stanowić gminy miejskie lub wchodzić w skład gmin miejsko-wiejskich.
- Powiaty
  - miasta (gminy miejskie): Krosno, Przemyśl, Rzeszów i Tarnobrzeg
- bieszczadzki ⇒ Ustrzyki Dolne
  - miasto: Ustrzyki Dolne
  - gmina miejsko-wiejska: Ustrzyki Dolne
  - gminy wiejskie: Czarna (s. Czarna Górna) i Lutowiska
- brzozowski ⇒ Brzozów
  - miasto: Brzozów
  - gmina miejsko-wiejska: Brzozów
  - gminy wiejskie: Domaradz, Dydnia, Haczów, Jasienica Rosielna i Nozdrzec
- dębicki ⇒ Dębica
  - miasta: Brzostek, Dębica i Pilzno
  - gmina miejska: Dębica
  - gminy miejsko-wiejskie: Brzostek i Pilzno
  - gminy wiejskie: Czarna, Dębica, Jodłowa i Żyraków
- jarosławski ⇒ Jarosław
  - miasta: Jarosław, Pruchnik i Radymno
  - gminy miejskie: Jarosław i Radymno
  - gmina miejsko-wiejska: Pruchnik
  - gminy wiejskie: Chłopice, Jarosław, Laszki, Pawłosiów, Radymno, Rokietnica, Roźwienica i Wiązownica
- jasielski ⇒ Jasło
  - miasta: Jasło i Kołaczyce
  - gmina miejska: Jasło
  - gmina miejsko-wiejska: Kołaczyce
  - gminy wiejskie: Brzyska, Dębowiec, Jasło, Krempna, Nowy Żmigród, Osiek Jasielski, Skołyszyn i Tarnowiec
- kolbuszowski ⇒ Kolbuszowa
  - miasto: Kolbuszowa
  - gmina miejsko-wiejska: Kolbuszowa
  - gminy wiejskie: Cmolas, Dzikowiec, Majdan Królewski, Niwiska i Raniżów
- krośnieński ⇒ Krosno
  - miasta: Dukla, Iwonicz-Zdrój, Jedlicze i Rymanów
  - gminy miejsko-wiejskie: Dukla, Iwonicz-Zdrój, Jedlicze i Rymanów
  - gminy wiejskie: Chorkówka, Jaśliska, Korczyna, Krościenko Wyżne, Miejsce Piastowe i Wojaszówka
- leski ⇒ Lesko
  - miasto: Lesko
  - gmina miejsko-wiejska: Lesko
  - gminy wiejskie: Baligród, Cisna, Olszanica i Solina (s. Polańczyk)
- leżajski ⇒ Leżajsk
  - miasta: Leżajsk i Nowa Sarzyna
  - gmina miejska: Leżajsk
  - gmina miejsko-wiejska: Nowa Sarzyna
  - gminy wiejskie: Grodzisko Dolne, Kuryłówka i Leżajsk
- lubaczowski ⇒ Lubaczów
  - miasta: Cieszanów, Lubaczów, Narol i Oleszyce
  - gmina miejska: Lubaczów
  - gminy miejsko-wiejskie: Cieszanów, Narol i Oleszyce
  - gminy wiejskie: Horyniec-Zdrój, Lubaczów, Stary Dzików i Wielkie Oczy
- łańcucki ⇒ Łańcut
  - miasto: Łańcut
  - gmina miejska: Łańcut
  - gminy wiejskie: Białobrzegi, Czarna, Łańcut, Markowa, Rakszawa i Żołynia
- mielecki ⇒ Mielec
  - miasta: Mielec, Przecław i Radomyśl Wielki
  - gmina miejska: Mielec
  - gminy miejsko-wiejskie: Przecław i Radomyśl Wielki
  - gminy wiejskie: Borowa, Czermin, Gawłuszowice, Mielec, Padew Narodowa, Tuszów Narodowy i Wadowice Górne
- niżański ⇒ Nisko
  - miasta: Nisko, Rudnik nad Sanem i Ulanów
  - gminy miejsko-wiejskie: Nisko, Rudnik nad Sanem i Ulanów
  - gminy wiejskie: Harasiuki, Jarocin, Jeżowe i Krzeszów
- przemyski ⇒ Przemyśl
  - miasta: Bircza i Dubiecko[1]
  - gminy miejsko-wiejskie: Bircza i Dubiecko
  - gminy wiejskie:  Fredropol, Krasiczyn, Krzywcza, Medyka, Orły, Przemyśl, Stubno i Żurawica
- przeworski ⇒ Przeworsk
  - miasta: Jawornik Polski, Kańczuga, Przeworsk i Sieniawa
  - gmina miejska: Przeworsk
  - gminy miejsko-wiejskie: Jawornik Polski, Kańczuga i Sieniawa
  - gminy wiejskie: Adamówka, Gać, Przeworsk, Tryńcza i Zarzecze
- ropczycko-sędziszowski ⇒ Ropczyce
  - miasta: Ropczyce i Sędziszów Małopolski
  - gminy miejsko-wiejskie: Ropczyce i Sędziszów Małopolski
  - gminy wiejskie: Iwierzyce, Ostrów i Wielopole Skrzyńskie
- rzeszowski ⇒ Rzeszów
  - miasta: Błażowa, Boguchwała, Dynów, Głogów Małopolski, Sokołów Małopolski i Tyczyn
  - gmina miejska: Dynów
  - gminy miejsko-wiejskie: Błażowa, Boguchwała, Głogów Małopolski, Sokołów Małopolski i Tyczyn
  - gminy wiejskie: Chmielnik, Dynów, Hyżne, Kamień, Krasne, Lubenia, Świlcza i Trzebownisko
- sanocki ⇒ Sanok
  - miasta: Sanok i Zagórz
  - gmina miejska: Sanok
  - gmina miejsko-wiejska: Zagórz
  - gminy wiejskie: Besko, Bukowsko, Komańcza, Sanok, Tyrawa Wołoska i Zarszyn
- stalowowolski ⇒ Stalowa Wola
  - miasta: Stalowa Wola i Zaklików
  - gmina miejska: Stalowa Wola
  - gmina miejsko-wiejska: Zaklików
  - gminy wiejskie: Bojanów, Pysznica, Radomyśl nad Sanem i Zaleszany
- strzyżowski ⇒ Strzyżów
  - miasto: Strzyżów
  - gmina miejsko-wiejska: Strzyżów
  - gminy wiejskie: Czudec, Frysztak, Niebylec i Wiśniowa
- tarnobrzeski ⇒ Tarnobrzeg
  - miasta: Baranów Sandomierski i Nowa Dęba
  - gminy miejsko-wiejskie: Baranów Sandomierski i Nowa Dęba
  - gminy wiejskie: Gorzyce i Grębów

## Zmiany od 1 I 1999 r.
- nowe powiaty
  - (01.01.2002): leski (s. Lesko) z gmin pow. bieszczadzkiego
- nowe gminy
  - (01.01.2010): gm. Jaśliska (s. Jaśliska) wydzielona z gminy Dukla w pow. krośnieńskim[2]
- prawa miejskie
  - (01.01.2008): Boguchwała (powiat rzeszowski)
  - (01.01.2009): Brzostek (powiat dębicki)
  - (01.01.2010): Kołaczyce (powiat jasielski)[2]
  - (01.01.2010): Przecław (powiat mielecki)[2]
  - (01.01.2011): Pruchnik (powiat jarosławski)
  - (01.01.2014): Zaklików (powiat stalowowolski)
  - (01.01.2021): Dubiecko (powiat przemyski)[1]
  - (01.01.2024): Bircza (powiat przemyski)
  - (01.01.2024): Jawornik Polski (powiat przeworski)
- zmiany granic, legenda (województwa/powiaty/miasta/gminy po lewej zyskały część terytorium, województwa/powiaty/miasta/gminy po prawej straciły część terytorium)
  - granice województw
    - (01.01.2003): małopolskie, pow. tarnowski (gm. Szerzyny, cała gmina) <> pow. jasielski (gm. Szerzyny, cała gmina)

  - granice powiatów
    - (01.01.2001): pow. rzeszowski (m. Dynów) <> pow. brzozowski (gm. Nozdrzec)
    - (01.01.2002): pow. bieszczadzki (gm. Ustrzyki Dolne) <> pow. leski (gm. Olszanica)4
    - (01.01.2006): pow.gr. Rzeszów <> pow. rzeszowski (gm. Krasne, sołectwa: Słocina i Załęże)
    - (01.01.2007): pow.gr. Rzeszów <> pow. rzeszowski (gm. Świlcza, wschodnia część sołectwa Przybyszówka)
    - (01.01.2008): pow.gr. Rzeszów <> pow. rzeszowski (gm. Boguchwała, sołectwo Zwięczyca)3
    - (01.01.2008): pow.gr. Rzeszów <> pow. rzeszowski (gm. Świlcza, sołectwo Przybyszówka)
    - (01.01.2009): pow.gr. Rzeszów <> pow. rzeszowski (gm. Tyczyn, sołectwo Biała)
    - (01.01.2010): pow.gr. Przemyśl <> pow. przemyski (gm. Krasiczyn, sołectwo Kruhel Wielki)[2]
    - (01.01.2010): pow.gr. Rzeszów <> pow. rzeszowski (gm. Tyczyn, sołectwo Budziwój)[2]
    - (01.01.2010): pow.gr. Rzeszów <> pow. rzeszowski (gm. Głogów Małopolski, część sołectwa Miłocin)[2]
    - (01.01.2017): pow. krośnieński (gm. Jaśliska) <> pow. sanocki (gm. Komańcza)5

  - granice miast i gmin
    - (01.01.2002): (pow. bieszczadzki) m. Ustrzyki Dolne <> gm. Ustrzyki Dolne2
    - (01.01.2002): (pow. bieszczadzki) gm. Ustrzyki Dolne <> m. Ustrzyki Dolne2
    - (01.01.2002): (pow. łańcucki) gm. Łańcut <> gm. Czarna
    - (01.01.2004): (pow. lubaczowski) m. Lubaczów <> gm. Lubaczów
    - (01.01.2005): (pow. leżajski) m. Leżajsk <> gm. Nowa Sarzyna
    - (01.01.2005): (pow. ropczycko-sędziszowski) m. Ropczyce <> gm. Ropczyce
    - (01.01.2006): (pow. dębicki) m. Dębica <> gm. Dębica
    - (01.01.2006): (pow. ropczycko-sędziszowski) gm. Sędziszów Małopolski <> gm. Iwierzyce
    - (01.01.2006): (pow. ropczycko-sędziszowski) m. Sędziszów Małopolski <> gm. Sędziszów Małopolski
    - (01.01.2007): (pow. jarosławski) gm. Pruchnik <> gm. Roźwienica
    - (01.01.2010): (pow. krośnieński) gm. Jaśliska <> gm. Dukla[2]
    - (01.01.2025): (pow. przeworski) gm. Zarzecze <> gm. Kańczuga
- siedziby i nazwy miast i gmin
  - (30.12.1999): (pow. bieszczadzki) gm. Solina (s. Solina) > gm. Solina (s. Polańczyk)1
  - (30.12.1999): (pow. bieszczadzki) gm. Czarna (s. Czarna Górna) > gm. Czarna (s. Czarna)
  - (30.12.1999): (pow. kolbuszowski) gm. Stary Dzikowiec (s. Stary Dzikowiec) > gm. Stary Dzikowiec (s. Dzikowiec)
  - (30.12.1999): (pow. lubaczowski) gm. Horyniec (s. Horyniec) > gm. Horyniec (s. Horyniec-Zdrój)
  - (01.01.2002): (pow. kolbuszowski) gm. Stary Dzikowiec (s. Dzikowiec) > gm. Dzikowiec (s. Dzikowiec)
  - (01.01.2002): (pow. lubaczowski) gm. Horyniec (s. Horyniec-Zdrój) > gm. Horyniec-Zdrój (s. Horyniec-Zdrój)
  - (01.01.2002): (pow. stalowowolski) gm. Radomyśl (s. Radomyśl nad Sanem) > gm. Radomyśl nad Sanem (s. Radomyśl nad Sanem)
- Uwagi:
  - 1 obecnie w powiecie leskim
  - 2 jednostki wymieniły się terytoriami
  - 3 gmina zmieniła również charakter z wiejskiego na miejsko-wiejski
  - 4 korekta granicy między gminami nastąpiła w momencie zmiany przynależności powiatowej gminy Olszanica
  - 5 1 stycznia 2017 z gminy Komańcza wyłączono miejscowości: Darów, Jasiel, Moszczaniec, Polany Surowiczne, Rudawkę Jaśliska i Surowicę, włączając je do gminy Jaśliska w powiecie krośnieńskim.